# Continental Drift
Pistes de Steel Wheels
Almost Hear You Sigh
(9) Break the Spell
(11)
Continental Drift est une chanson du groupe de rock britannique The Rolling Stones, parue le 29 août 1989 sur l'album Steel Wheels. Cette chanson marque un retour au rock psychédélique et aux musiques du monde que le groupe avait expérimenté sur l'album Their Satanic Majesties Request (1967). Elle comporte la participation du collectif The Master Musicians of Jajouka dirigé par Bachir Attar, tout en rendant hommage à Brian Jones (ancien membre des Rolling Stones) qui avait apporté de la visibilité internationale au collectif marocain.
Le son strident au début de la chanson est celui de Keith Richards grattant son couteau contre une roue de vélo.

## Genèse

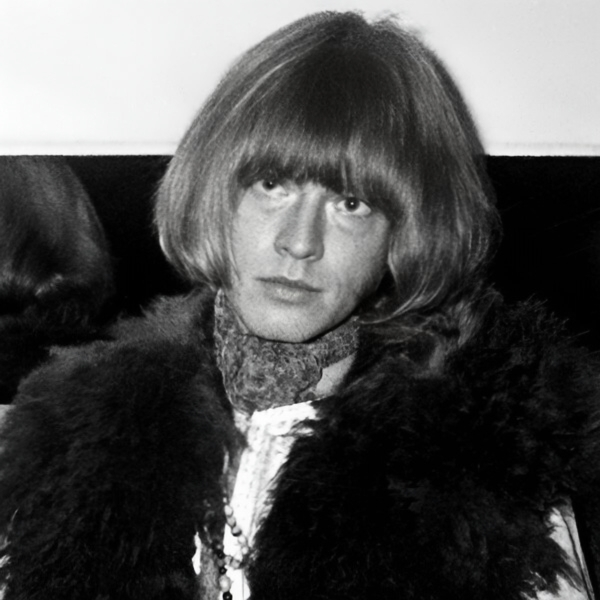
Brian Jones (ici en 1967) a popularisé le collectif The Master Musicians of Joujouka présents sur cette chanson. C'est un hommage à l'ancien guitariste des Rolling Stones décédé en 1969.

La chanson est écrite et composée par Mick Jagger et Keith Richards. Tous deux se remémorent des circonstances de la composition de la chanson dans une interview : 

« Je me suis réveillé un matin pour trouver Mick jouant ce truc sur le clavier (il fredonne le riff de la chanson). Et je me suis dit, Ah, c'est bien, ça me rappelle le Maroc. »

— Keith Richards

« J'écrivais cette chanson et me souvenais des harmoniques (des Master Musicians of Jajouka) et je pensais que ce ne serait pas génial de les avoir sur la chanson et cette lettre est arrivée (de Bachir Attar). Incroyable, hein ? »

— Mick Jagger
The Master Musicians of Joujouka est un collectif de musiciens de transe soufie Jbala, servant de représentation moderne d'une tradition musicale séculaire. Ce collectif est évoqué pour la première fois par des journalistes occidentaux au début des années 1950. Cette formation n'est pas inconnue du groupe, puisque Brian Jones, membre du groupe à l'époque, a rencontré le collectif à plusieurs reprises lors de ses voyages au Maroc à partir de 1967 et en 1968 est devenu le premier musicien occidental à enregistrer avec eux. L'album Brian Jones Presents the Pipes of Pan at Joujouka est publié en 1971 après la mort de Jones. Cette collaboration apporte au collectif une visibilité internationale et collabore par la suite avec de nombreux musiciens de rock et de jazz occidentaux. Mick Jagger se remémore de la collaboration entre son ancien compère et ce collectif : 

« Je me souviens de Brian jouant ses cassettes (marocaines) (dans les années '60). Nous avions cet ingénieur avec qui nous travaillions, George Chkiantz, et George a été l'une des premières personnes à se passionner pour le phasing, ce qui ressemblait au scratching du milieu des années '60. Alors Brian a pris toutes les bandes de Jajouka et les a mises en phasing, ce qui était vraiment bien avant l'heure. J'ai toujours pensé que les Stones étaient assez aventureux de cette façon. »

— Mick Jagger

## Enregistrement

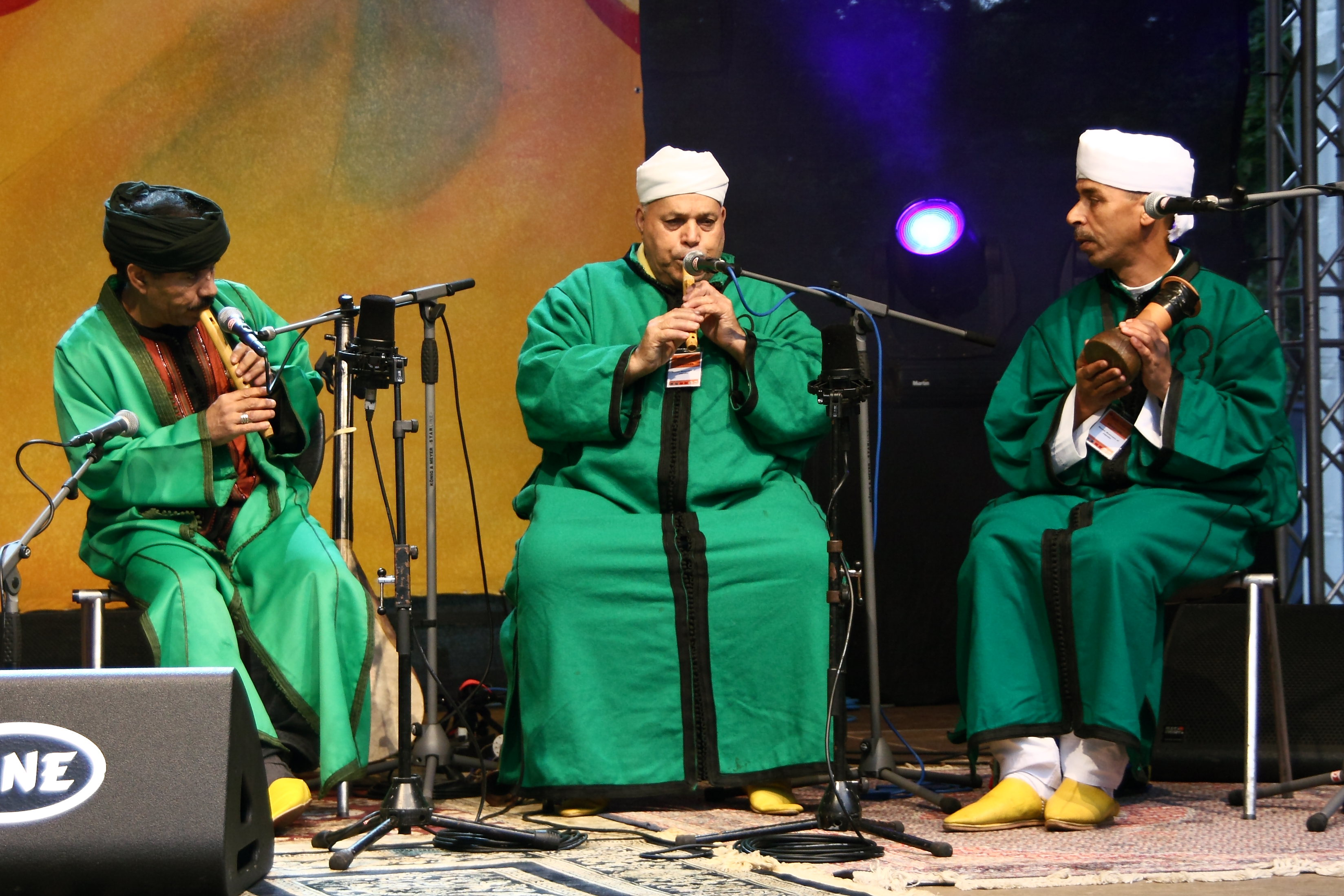
The Master Musicians of Jajouka dirigés par Bachir Attar ont participé à l'enregistrement de la chanson.

La chanson est enregistrée entre mars et juin 1989. La première session se déroule aux studios Air sur l'Île de Montserrat du 29 mars 1989 au 5 mai. Ouvert en 1979 par George Martin, le studio à la pointe de la technologie qui a vu au moins 70 albums enregistrés (dont Brothers in Arms des Dire Straits qui a popularisé le format CD) dans un cadre dans un paradis tropical, par les grands artistes (comme Marvin Gaye ou The Police en plus de Dire Straits) qui ont pu travailler sans les distractions des grandes villes. C'est dans ce cadre que le groupe enregistre les pistes de bases de l'album, dont fait partie Continental Drift. Pourtant, ce seront l'une des dernières sessions du mythique studio qui fermera définitivement après le passage de l'ouragan Hugo le septembre suivant. Le groupe termine cette phase de travail sur la chanson le 15 avril.
Les sessions suivantes se déroulent du 15 mai au 29 juin aux studios Olympic, à Londres. Ce lieu n'est pas méconnu du groupe qui l'avait régulièrement fréquenté entre 1966 et 1969. Ces sessions sont consacrées aux ajouts et au mixage des chansons de l'album. Continental Drift fait partie de la liste. Keith Richards en profite pour rajouter une sonorité supplémentaire : « J'ai fait ce bruit métallique au début de la chanson avec un couteau contre une roue de vélo. Je suppose que l'on peut le faire avec une cuillère. Mais ça ne sonnera pas aussi bien qu'avec le couteau. Les enfants, n'essayez pas cela chez vous ; ces hommes sont des professionnels formés », explique Richard.
Avant la fin des sessions à Olympic, contrairement au reste de l'album, la chanson va connaître une autre séance de travail dans un autre lieu. Ainsi, le groupe se rend à Tanger le 15 juin pour une séance organisée au Palais de Ben Abbou les 16 et 17 juin avec The Master Musicians of Jajouka et Bachir Attar qui jouent divers instruments africains et marocains. Une fois la séance terminée au Maroc, le groupe retourne à Olympic pour terminer le mixage de la chanson qui a lieu jusqu'au 29 juin. Une fois les sessions d'enregistrements terminées, Mick Jagger prend quelques jours de vacances pour visiter le village marocain de Jajouka, où se trouvait Brian Jones en 1968.

## Personnel
Crédités, : 

### The Rolling Stones
- Mick Jagger : chant, claviers
- Keith Richards : guitare acoustique, guitare électrique, claquement de couteau sur une roue de vélo
- Ronnie Wood : basse, guitare électrique
- Charlie Watts : batterie

### Musiciens additionnels
- The Master Musicians of Jajouka dirigé par Bachir Attar : instruments africains et marocains
- Matt Clifford : claviers, programmation percussions
- Luis Jardim : tambourin, bongos
- Lisa Fischer, Sarah Dash, Bernard Fowler, Tessa Niles, Sonia Morgan : chœurs

### Équipe technique
- The Glimmer Twins : production
- Chris Kimsey : production, mixage
- Christopher Marc Potter : chef ingénieur du son, mixage